# Ndog Bessol
Ndog Bessol ou Ndogbessol est un village de la région du Centre du Cameroun. Il est localisé dans l'arrondissement (commune) de Messondo. On y accède par la piste rurale qui lie Éséka à Messondo et à Édéa.

## Population et société
En 1963, la population de Ndog Bessol était de 281 habitants. Ndog Bessol comptait 656 habitants lors du dernier recensement de 2005. La population est constituée pour l’essentiel de Bassa.
Plusieurs villages et hameaux sont limitrophes tels bidjocka à 6 km, Ekok boum à 1 km, Tomel 8 km et Timalom 18 km d'une part sur la route Éséka (30 km), Messondo (14 km) des villages tels Nlep nsonda 7 km et Nliba 9 km sont sur la frontière avec Messondo, chef lieu d'arrondissement.
Sur les hameaux le village Ndog Bessol en possède plusieurs tels Linguen, Si-Pouma, Ngok si ngok et yii Massok 1, 2, 3, 4.
Ndogbessol village cosmopolite par ces nombreux peuples qui le compose les Ndog Nkeng principale famille qui a peuplé ce village puis les Nlog ndog, Nlog mangan, Ndog tjack. Village autrement appelé Petite Afrique en miniature par ces peuples qui le composent et aussi sa diversité culturelle. Par voie de chemin de fer, venant de Douala ou de Yaoundé, on descends à la gare Ndog Bessol. Le clan Nlog mangan précédemment nommé, se rencontre dans les localités suivantes : vers Messondo à Ekok-Boum, Log Matog. Vers Bidjocka, à Si-Pouma où sont établis trois familles.